# Lukáš Kubiš
 (mars 2025).
Si vous disposez d'ouvrages ou d'articles de référence ou si vous connaissez des sites web de qualité traitant du thème abordé ici, merci de compléter l'article en donnant les références utiles à sa vérifiabilité et en les liant à la section « Notes et références ».
Lukáš Kubiš, né le 31 janvier 2000 à Zvolen, est un coureur cycliste slovaque.

## Biographie

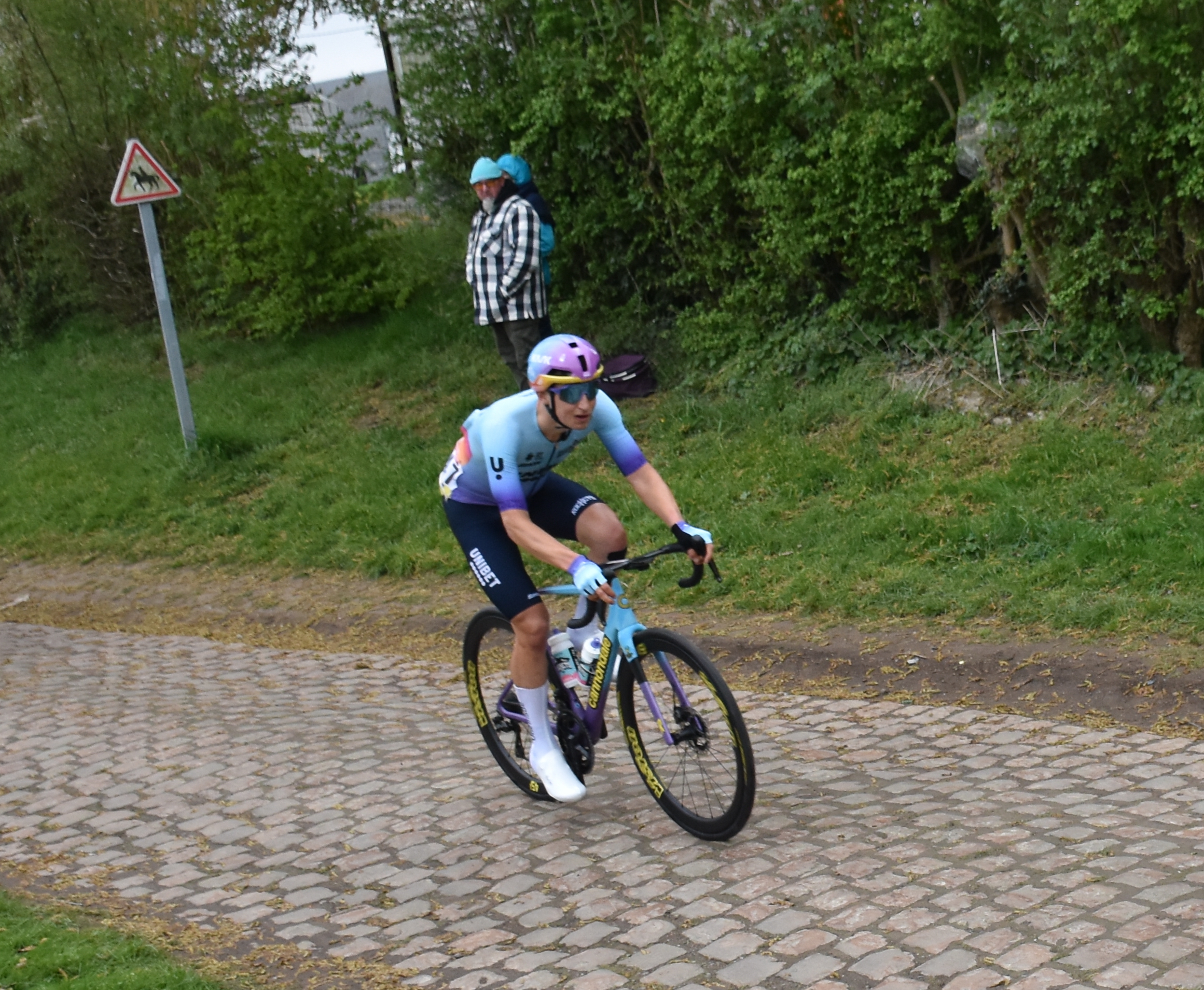
Lukas Kubist # 247 - Paris-Roubaix 2025.

## Palmarès sur route

### Par année
- 2017
  - 2e du championnat de Slovaquie du contre-la-montre juniors
- 2018
  - 2e du championnat de Slovaquie du contre-la-montre juniors
- 2019
  - 3e du championnat de Slovaquie du contre-la-montre par équipes
- 2020
  -  Champion de Slovaquie sur route espoirs
  - 3e étape du Grand Prix Chantal Biya
  - 2e du Grand Prix Chantal Biya
  - 3e du championnat de Slovaquie sur route
- 2021
  -  Champion de Slovaquie du contre-la-montre espoirs
  - Grand Prix Chantal Biya : 
    - Classement général
    - 2e et 4e étapes

  - 2e du championnat de Slovaquie du contre-la-montre
  - 3e du championnat de Slovaquie sur route
  - 3e du championnat de Slovaquie sur route espoirs
- 2022
  -  Champion de Slovaquie sur route espoirs
  - 2e du championnat de Slovaquie sur route
  - 2e du Grand Prix Chantal Biya
- 2023
  - Grand Prix du Prince Héritier Moulay el Hassan
  - Grand Prix du Trône
  - 2e étape du Grand Prix cycliste de Gemenc
  - 3e du championnat de Slovaquie sur route
  - 3e du Grand Prix cycliste de Gemenc
  - 3e d'In the footsteps of the Romans
- 2024
  -  Champion de Slovaquie sur route
  -  Champion de Slovaquie du contre-la-montre
  - International Raiffeisenbank Kirschblütenrennen
  - Visegrad 4 Bicycle Race-GP Poland
  - 1re étape du Tour de Roumanie
  - 2e du Tour de Roumanie
  - 2e de l'Okolo Jižních Čech
- 2025
  - Cholet Agglo Tour
  -  Champion de Slovaquie sur route
  - 6e du Circuit Het Nieuwsblad

### Classements mondiaux
| Année                                 | 2019  | 2020 | 2021 | 2022 | 2023 | 2024 |
| ------------------------------------- | ----- | ---- | ---- | ---- | ---- | ---- |
| Classement mondial                    | 3101e | 249e | 263e | 392e | 311e | 236e |
| UCI Europe Tour                       | 1906e | 205e | 224e | 316e | nc   | nc   |
|                                       |       |      |      |      |      |      |
| Légende : nc = non classéSource : UCI |       |      |      |      |      |      |

## Palmarès sur piste

### Championnats de Slovaquie
- 2018
  -  Champion de Slovaquie de l'américaine (avec Štefan Michalička)
- 2019
  - 2e du kilomètre
  - 2e de l'omnium
  - 2e du scratch
- 2020
  -  Champion de Slovaquie de l'omnium
  -  Champion de Slovaquie de course aux points
  - 2e de la poursuite
  - 3e de la course par élimination
- 2021
  -  Champion de Slovaquie de l'américaine (avec Tobias Vančo)

## Palmarès en cyclo-cross
- 2016-2017
  -  Champion de Slovaquie de cyclo-cross juniors
- 2017-2018
  -  Champion de Slovaquie de cyclo-cross juniors